# Palazzo Chiarino
Palazzo Chiarino è uno storico edificio di stile neoclassico francese della capitale uruguaiana Montevideo. È situato nel quartiere del Centro, all'angolo tra l'avenida 18 de Julio e plaza de Cagancha.

## Storia
I lavori di costruzione del palazzo cominciarono nel 1922 per terminare nel 1928, e furono seguiti dagli architetti Antonio Chiarino, Bartolome Triay e Gaetano Moretti per conto dei committenti, la famiglia Arturo Soneira. Moretti, che progettò anche il Palazzo Legislativo dell'Uruguay, morì prima della fine dei lavori.
Nel 2011 Palazzo Chiarino venne inserito nel registro nazionale dei luoghi storici e venne dichiarato monumento storico nazionale.

## Nella cultura di massa
Il palazzo ha fatto da sfondo a diverse riprese per film internazionali. Ad esempio, nel film italiano del 2010 Un paradiso per due l'edificio è la residenza romana di Carlo Bramati, un ricco industriale.